# Dobro Polje (Crna Trava)
Pour les articles homonymes, voir Dobro Polje.
Dobro Polje (en serbe cyrillique : Добро Поље) est un village de Serbie situé dans la municipalité de Crna Trava, district de Jablanica. Au recensement de 2011, il comptait 19 habitants.

## Démographie
| 1948 | 1953 | 1961 | 1971 | 1981 | 1991 | 2002 | 2011 |
| ---- | ---- | ---- | ---- | ---- | ---- | ---- | ---- |
| 421  | 370  | 358  | 200  | 104  | 45   | 16   | 19   |

|  |